# Ausrufung der Republik in Deutschland

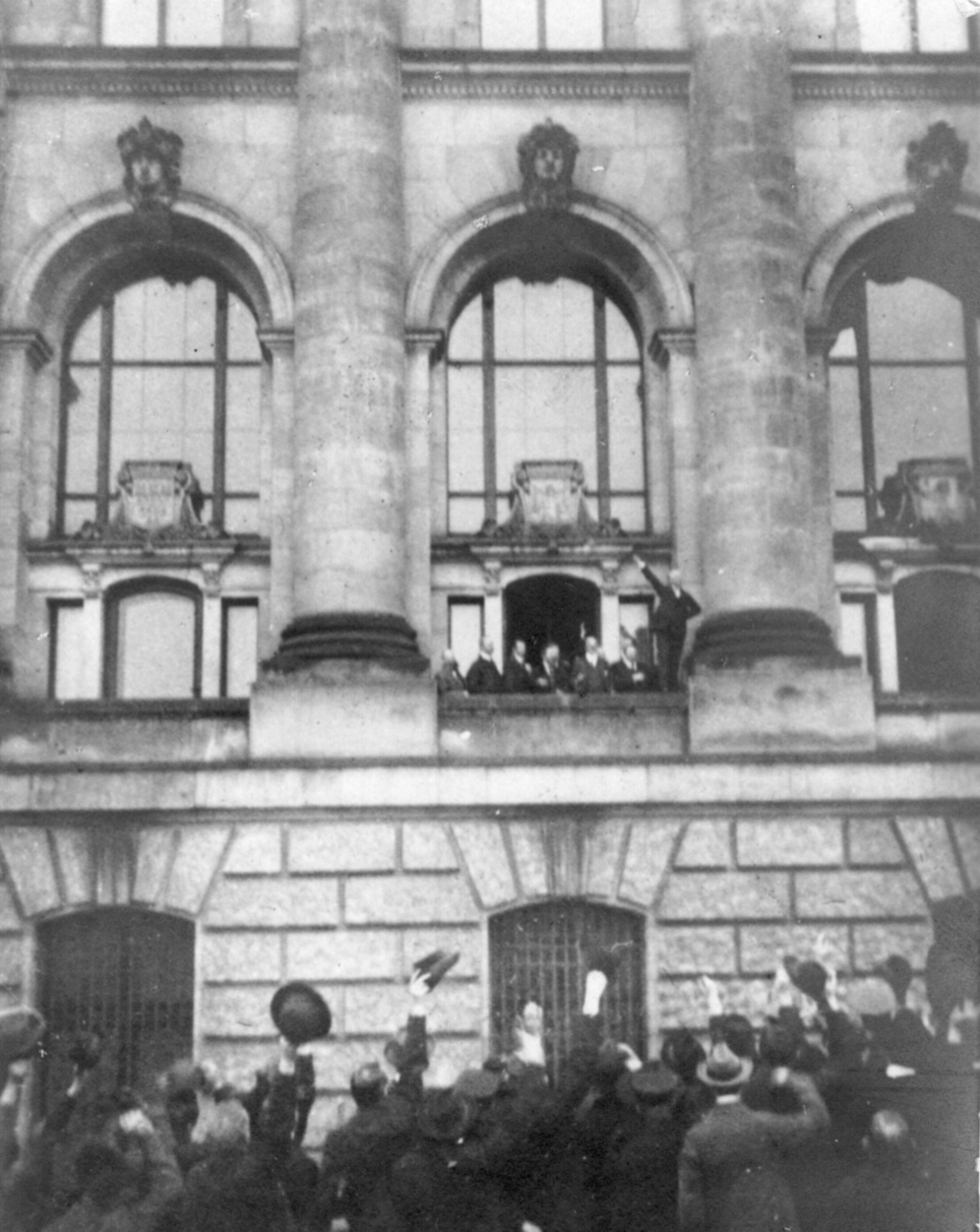
Philipp Scheidemann ruft am 9. November 1918 vom Reichstagsgebäude die Republik aus. Die Echtheit der Aufnahme ist umstritten.

Die Ausrufung der Republik in Deutschland geschah am 9. November 1918 in Berlin gleich zweimal: durch den MSPD-Politiker Philipp Scheidemann am Reichstagsgebäude unter bürgerlich-demokratischen und durch den Führer des Spartakusbundes Karl Liebknecht am Berliner Schloss unter sozialistischen Vorzeichen.
Wirkmächtig wurde allein die Proklamation Scheidemanns. Die SPD und die bürgerlich-demokratischen Parteien setzten sich nach zum Teil bürgerkriegsartigen Unruhen mit ihren Vorstellungen einer zukünftigen Staatsordnung durch: Das Deutsche Reich wurde von einer Monarchie zur parlamentarisch-demokratischen Republik mit einer liberalen Verfassung. Die Aktion Scheidemanns markiert nach verbreiteter Ansicht unter Historikern das Ende des Kaiserreichs und die Geburtsstunde der Weimarer Republik, der ersten Demokratie, die den gesamten deutschen Nationalstaat umfasste.

## Vorgeschichte
Am Ende des Ersten Weltkriegs entwickelte sich aus dem Kieler Matrosenaufstand die Novemberrevolution, die innerhalb weniger Tage das ganze Reich erfasste und die Bundesfürsten des Deutschen Reiches nach und nach zur Abdankung zwang. Bereits am 7. November war in München die Dynastie der Wittelsbacher gestürzt worden, und Kurt Eisner hatte das Königreich Bayern als ersten Bundesstaat des Reiches zum Freistaat – also zur Republik – erklärt.
Die Führung der SPD unter ihrem Vorsitzenden Friedrich Ebert sah ihre langjährigen Forderungen nach einer Demokratisierung des Reichs schon durch die Oktoberreform erfüllt. Durch diese Änderung der Bismarckschen Verfassung war aus dem Deutschen Reich eine parlamentarische Monarchie geworden, in der die Regierung nicht länger dem Kaiser, sondern der Mehrheit des Reichstags verantwortlich war. Unter diesen Bedingungen war die Parteiführung der MSPD zu Beginn der Revolution noch bereit, die monarchische Staatsform als solche zu erhalten, zumal sie eine Entwicklung fürchtete, wie sie 1917 mit der Oktoberrevolution in Russland eingesetzt hatte. Daher war sie um Kontinuität und einen Ausgleich mit den Eliten des Kaiserreichs bemüht, drängte aber auf die Abdankung Kaiser Wilhelms II., dessen Stellung aufgrund seiner Verantwortung für den verlorenen Krieg unhaltbar geworden war. Der Kaiser, der sich seit dem 29. Oktober im Großen Hauptquartier im belgischen Spa aufhielt, lehnte einen Thronverzicht zugunsten eines seiner Söhne jedoch ab und schob eine Entscheidung immer wieder hinaus. Unterdessen spitzten sich die Ereignisse in Berlin zu.
Am Abend des 8. November erfuhr die SPD-Spitze in Berlin, dass die mit ihrer Partei konkurrierende USPD, deren linker Flügel den Spartakusbund bildete, für den kommenden Tag zu Versammlungen und Massendemonstrationen aufgerufen hatte. Es war abzusehen, dass dabei nicht nur die Abdankung des Kaisers, sondern die Abschaffung der Monarchie insgesamt gefordert werden würde. Um diesen Forderungen zuvorzukommen, gab der letzte kaiserliche Reichskanzler Max von Baden auf Drängen Eberts am späten Vormittag des 9. November den Thronverzicht Wilhelms II. bekannt, ohne dass dieser tatsächlich erfolgt war. In der Erklärung heißt es:

„Der Kaiser und König hat sich entschlossen, dem Throne zu entsagen. Der Reichskanzler bleibt noch so lange im Amte, bis die mit der Abdankung des Kaisers, dem Thronverzicht des Kronprinzen des Deutschen Reiches und von Preußen und der Einsetzung der Regentschaft verbundenen Fragen geregelt sind.“

Nachdem der Kaiser in Spa davon erfahren hatte, floh er am frühen Morgen des 10. November ins niederländische Exil. Dort unterzeichnete er am 28. November 1918 die Abdankungsurkunde. Noch am Mittag des 9. November hatte Max von Baden das Amt des Reichskanzlers auf Friedrich Ebert übertragen. Dieser wiederum bat den Prinzen, als Reichsverweser zu amtieren, bis ein Nachfolger Wilhelms II. als Deutscher Kaiser bestimmt sei. Ebert nahm zu diesem Zeitpunkt noch an, die Monarchie retten zu können.

## Die Proklamation Scheidemanns

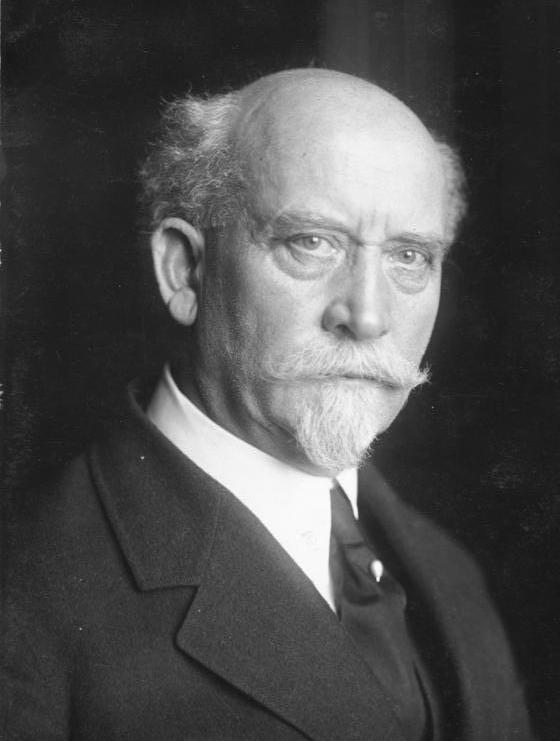
Philipp Scheidemann

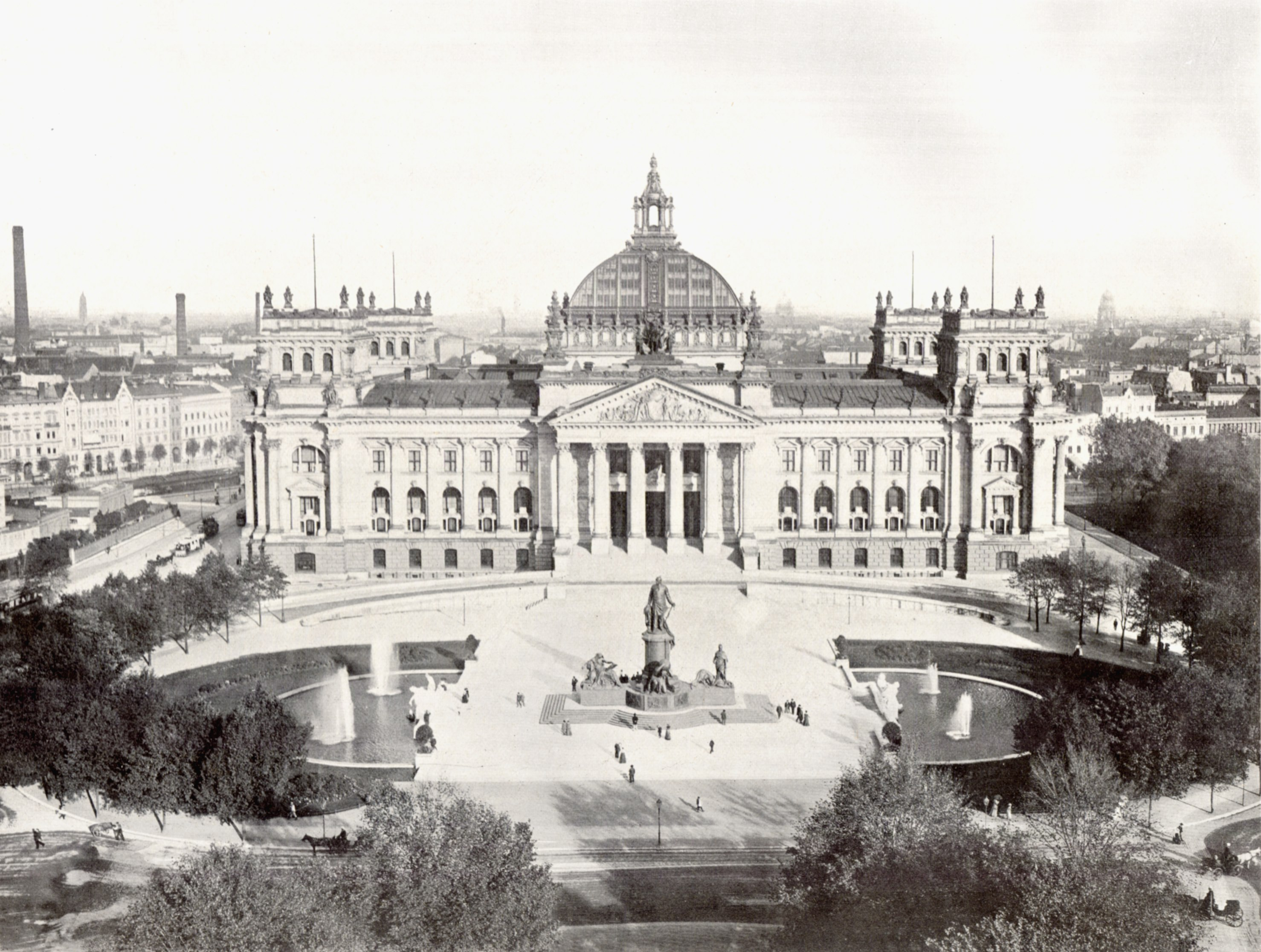
Reichstagsgebäude, Westfassade. Links des Portals, vom zweiten Fenster des ersten Stockwerks, rief Scheidemann die Republik aus.

Die Bekanntgabe des Thronverzichts kam allerdings zu spät, um auf die Demonstranten in Berlin noch Eindruck zu machen. Statt sich zu zerstreuen, wozu die SPD-Zeitung Vorwärts sie aufforderte, strömten immer mehr Menschen in die Berliner Innenstadt und demonstrierten zwischen dem Stadtschloss, dem Sitz des Deutschen Kaisers, der Wilhelmstraße, dem Sitz der Reichsregierung, und dem Reichstag.
Beim Mittagessen im Speisesaal des Reichstagsgebäudes erfuhr der SPD-Politiker Philipp Scheidemann, seit dem 3. Oktober Staatssekretär unter Max von Baden und einer der ersten Sozialdemokraten mit einem Regierungsamt in Deutschland, dass Karl Liebknecht in Kürze die Räterepublik ausrufen wolle. Wollte die SPD die Initiative behalten, musste sie ihren Gegnern auf der Linken zuvorkommen. Daher trat Scheidemann kurz nach 14 Uhr – nach eigenen Angaben „zwischen Suppe und Nachspeise“ – an das zweite Fenster des ersten Stockwerks nördlich des Hauptportals des Reichstagsgebäudes und rief seinerseits die Republik aus. Unmittelbar darauf kam es wegen der unautorisierten Handlungsweise Scheidemanns zu einem heftigen Streit mit Friedrich Ebert, der über Scheidemanns Eigenmächtigkeit empört war, weil er die Entscheidung über Deutschlands künftige Staatsform der Nationalversammlung vorbehalten wollte.
Am 9. November 1918 zitierte die Vossische Zeitung unter der Überschrift „Ausrufung der Republik“ Scheidemanns Ansprache so:

„Wir haben auf der ganzen Linie gesiegt, das Alte ist nicht mehr. Ebert ist zum Reichskanzler ernannt, dem Kriegsminister ist der Abgeordnete Leutnant Göhre beigeordnet. Es gilt nunmehr, den errungenen Sieg zu festigen, daran kann uns nichts mehr hindern. Die Hohenzollern haben abgedankt. Sorgt dafür, daß dieser stolze Tag durch nichts beschmutzt werde. Er sei ein Ehrentag für immer in der Geschichte Deutschlands. Es lebe die deutsche Republik.“

Der österreichische Journalist Ernst Friedegg, der die Rede stenographisch aufgezeichnet hatte, veröffentlichte sie 1919 im Deutschen Revolutionsalmanach mit einem etwas anderen Wortlaut:

„Das deutsche Volk hat auf der ganzen Linie gesiegt. Das alte Morsche ist zusammengebrochen; der Militarismus ist erledigt! Die Hohenzollern haben abgedankt! Es lebe die deutsche Republik! Der Abgeordnete Ebert ist zum Reichskanzler ausgerufen worden. Ebert ist damit beauftragt worden, eine neue Regierung zusammenzustellen. Dieser Regierung werden alle sozialistischen Parteien angehören.
Jetzt besteht unsere Aufgabe darin, diesen glänzenden Sieg, diesen vollen Sieg des deutschen Volkes nicht beschmutzen zu lassen und deshalb bitte ich Sie, sorgen Sie dafür, daß keine Störung der Sicherheit eintrete! Wir müssen stolz sein können in alle Zukunft auf diesen Tag! Nichts darf existieren, was man uns später wird vorwerfen können! Ruhe, Ordnung und Sicherheit ist das, was wir jetzt brauchen!
Dem Oberkommandierenden in den Marken Alexander von Linsingen und dem Kriegsminister Schëuch werden je ein Beauftragter beigegeben. Der Abgeordnete Genosse Göhre wird alle Verordnungen des Kriegsministers Schëuch gegenzeichnen. Also gilt von jetzt ab, die Verfügungen, die unterzeichnet sind von Ebert, und die Kundmachungen, die gezeichnet sind mit den Namen Göhre und Schëuch, zu respektieren.
Sorgen Sie dafür, daß die neue deutsche Republik, die wir errichten werden, nicht durch irgendetwas gefährdet werde. Es lebe die deutsche Republik.“

Starke Abweichungen von den Texten dieser zeitnahen Quellen weist dagegen die Version der Rede auf, die Scheidemann nachträglich, am 9. Januar 1920, auf Schallplatte sprach und 1928 in seinen Memoiren wiedergab:

„Arbeiter und Soldaten! Furchtbar waren die vier Kriegsjahre. Grauenhaft waren die Opfer, die das Volk an Gut und Blut hat bringen müssen. Der unglückselige Krieg ist zu Ende; das Morden ist vorbei. Die Folgen des Kriegs, Not und Elend, werden noch viele Jahre lang auf uns lasten. Die Niederlage, die wir unter allen Umständen verhüten wollten, ist uns nicht erspart geblieben. Unsere Verständigungsvorschläge wurden sabotiert, wir selbst wurden verhöhnt und verleumdet.
Die Feinde des werktätigen Volkes, die wirklichen inneren Feinde, die Deutschlands Zusammenbruch verschuldet haben, sind still und unsichtbar geworden. Das waren die Daheimkrieger, die ihre Eroberungsforderungen bis zum gestrigen Tage ebenso aufrechterhielten, wie sie den verbissensten Kampf gegen jede Reform der Verfassung und besonders des schändlichen preußischen Wahlsystems geführt haben. Diese Volksfeinde sind hoffentlich für immer erledigt. Der Kaiser hat abgedankt; er und seine Freunde sind verschwunden. Über sie alle hat das Volk auf der ganzen Linie gesiegt!
Prinz Max von Baden hat sein Reichskanzleramt dem Abgeordneten Ebert übergeben. Unser Freund wird eine Arbeiterregierung bilden, der alle sozialistischen Parteien angehören werden. Die neue Regierung darf nicht gestört werden in ihrer Arbeit für den Frieden und der Sorge um Arbeit und Brot.
Arbeiter und Soldaten! Seid euch der geschichtlichen Bedeutung dieses Tages bewußt. Unerhörtes ist geschehen! Große und unübersehbare Arbeit steht uns bevor.
Alles für das Volk, alles durch das Volk! Nichts darf geschehen, was der Arbeiterbewegung zur Unehre gereicht. Seid einig, treu und pflichtbewußt!
Das Alte und Morsche, die Monarchie ist zusammengebrochen. Es lebe das Neue; es lebe die deutsche Republik!“

Dieser Text Scheidemanns wurde lange für authentisch gehalten, bis der Historiker Manfred Jessen-Klingenberg 1968 in einer quellenkritischen Analyse die Autorenschaft Friedeggs sowie die Verlässlichkeit seiner anonym veröffentlichten stenographischen Aufzeichnungen plausibel nachweisen konnte. Jessen-Klingenbergs Schluss lautete entsprechend, Scheidemann habe „eine selbstverfaßte Fälschung seiner Rede überliefert. Freilich hatte er dafür verständliche persönliche und politische Gründe […].“ Scheidemann habe die Schuld an der Kriegsniederlage eindeutig den Gegnern eines Verständigungsfriedens zuweisen und damit auf die tagespolitische Diffamierung der Sozialdemokraten durch die Dolchstoßlegende reagieren wollen. Diese Deutung gilt auch nach fünfzig Jahren als „nicht überholt“.

## Die Proklamation Liebknechts

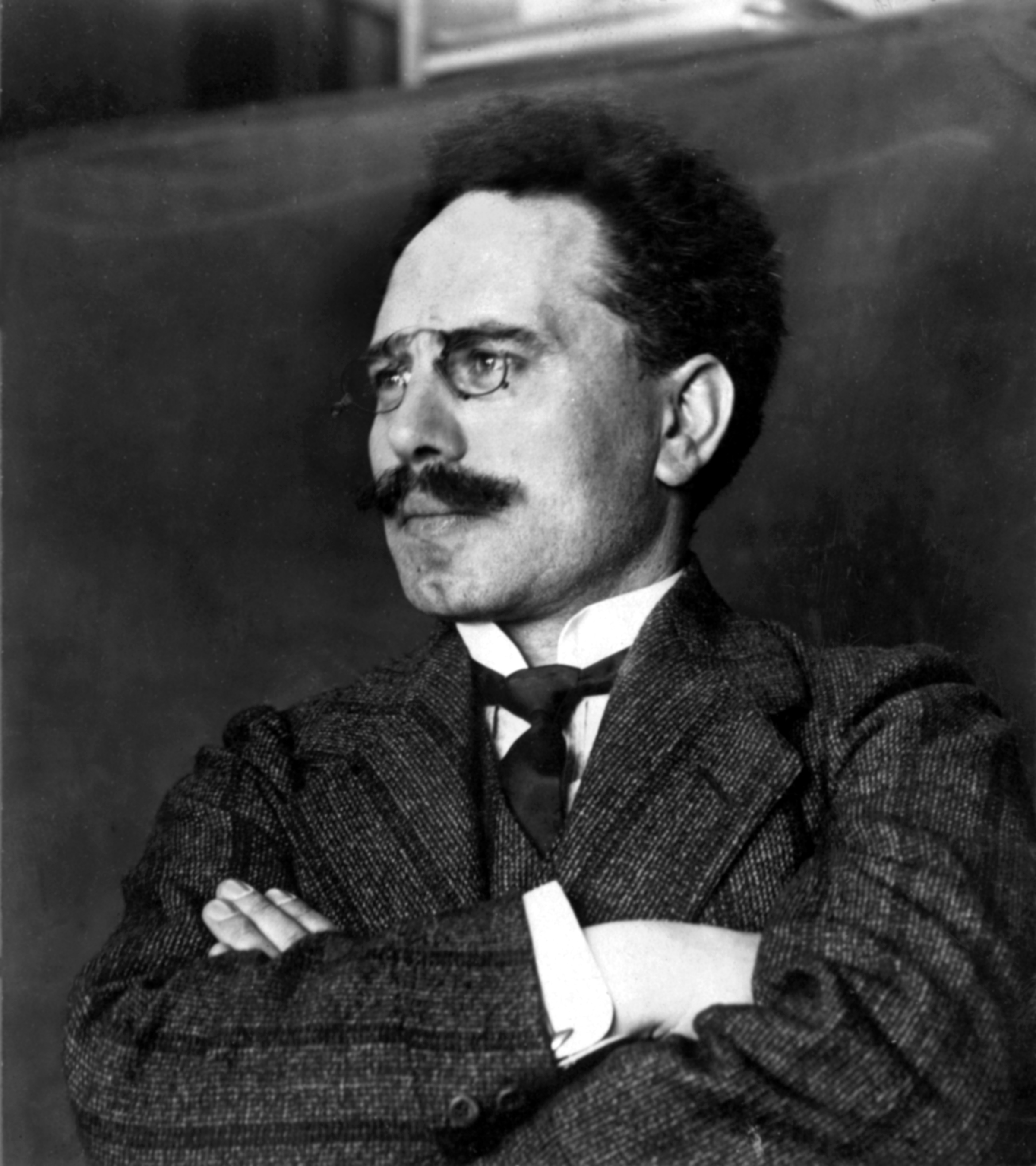
Karl Liebknecht

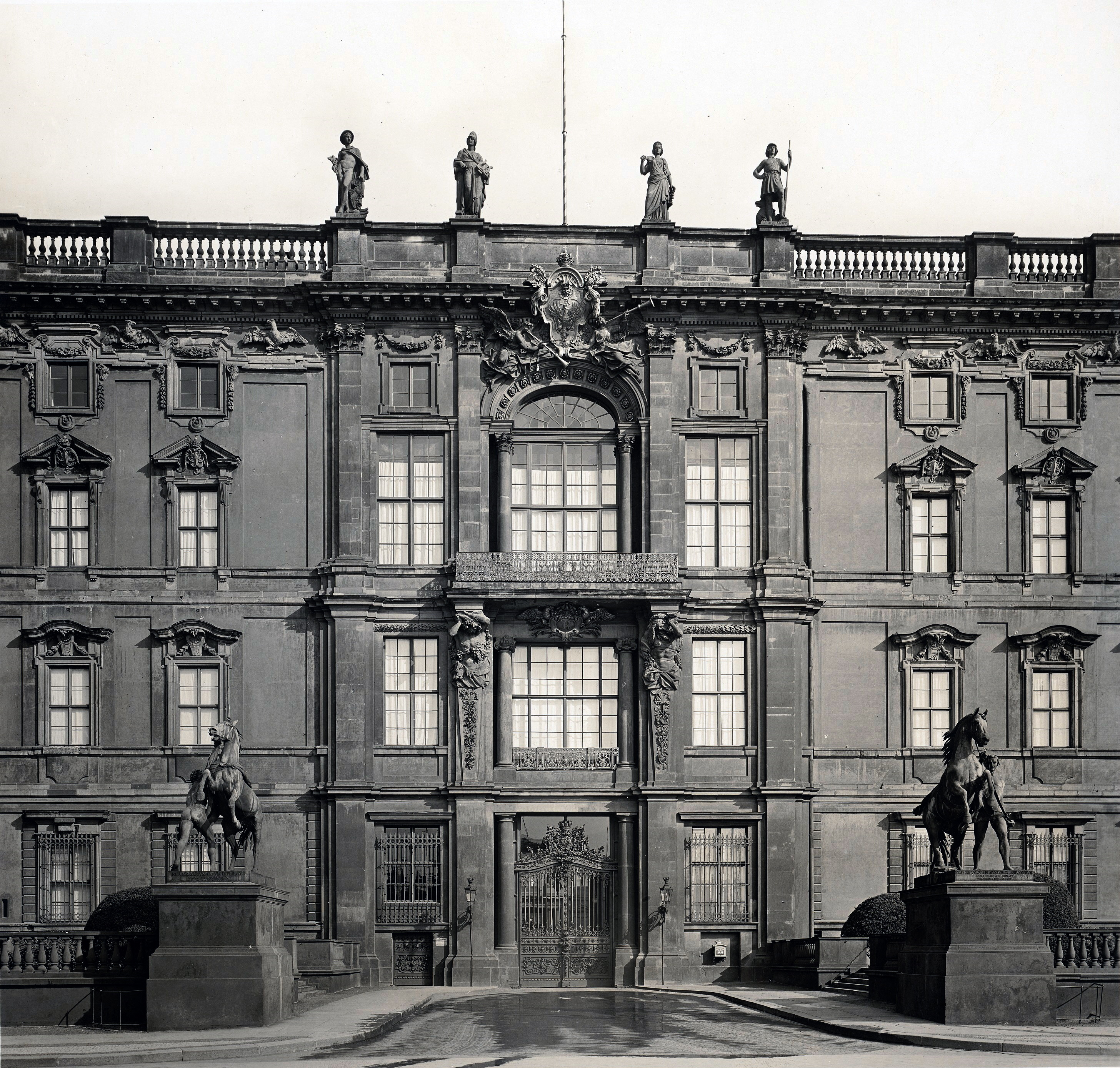
Berliner Schloss, Portal IV. Vom großen Fenster des ersten Stockwerks rief Liebknecht die sozialistische Republik aus.

Nachmittags gegen 16 Uhr proklamierte Karl Liebknecht im Lustgarten vor dem Berliner Stadtschloss die „freie sozialistische Republik Deutschland“. Er sprach auf dem Dach eines Wagens stehend:

„Der Tag der Revolution ist gekommen. Wir haben den Frieden erzwungen. Der Friede ist in diesem Augenblick geschlossen. Das Alte ist nicht mehr. Die Herrschaft der Hohenzollern, die in diesem Schloß jahrhundertelang gewohnt haben, ist vorüber. In dieser Stunde proklamieren wir die freie sozialistische Republik Deutschland. Wir grüßen unsere russischen Brüder, die vor vier Tagen schmählich davongejagt worden sind. […] Durch dieses Tor wird die neue sozialistische Freiheit der Arbeiter und Soldaten einziehen. Wir wollen an der Stelle, wo die Kaiserstandarte wehte, die rote Fahne der freien Republik Deutschland hissen!“

Nach der Erstürmung des Schlosses sprach Liebknecht vom großen Fenster des Portals IV im ersten Stockwerk ein weiteres Mal. Diese Rede wurde in der Vossischen Zeitung folgendermaßen wiedergegeben:

„‚Parteigenossen, […] der Tag der Freiheit ist angebrochen. Nie wieder wird ein Hohenzoller diesen Platz betreten. Vor 70 Jahren stand hier am selben Ort Friedrich Wilhelm IV. und mußte vor dem Zug der auf den Barrikaden Berlins für die Sache der Freiheit Gefallenen, vor den fünfzig blutüberströmten Leichnamen seine Mütze abnehmen. Ein anderer Zug bewegt sich heute hier vorüber. Es sind die Geister der Millionen, die für die heilige Sache des Proletariats ihr Leben gelassen haben. Mit zerspaltenem Schädel, in Blut gebadet wanken diese Opfer der Gewaltherrschaft vorüber, und ihnen folgen die Geister von Millionen von Frauen und Kindern, die für die Sache des Proletariats in Kummer und Elend verkommen sind. Und Abermillionen von Blutopfern dieses Weltkrieges ziehen ihnen nach. Heute steht eine unübersehbare Menge begeisterter Proletarier an demselben Ort, um der neuen Freiheit zu huldigen. Parteigenossen, ich proklamiere die freie sozialistische Republik Deutschland, die alle Stämme umfassen soll, in der es keine Knechte mehr geben wird, in der jeder ehrliche Arbeiter den ehrlichen Lohn seiner Arbeit finden wird. Die Herrschaft des Kapitalismus, der Europa in ein Leichenfeld verwandelt hat, ist gebrochen. Wir rufen unsere russischen Brüder zurück. Sie haben bei ihrem Abschied zu uns gesagt: ‚Habt Ihr in einem Monat nicht das erreicht, was wir erreicht haben, so wenden wir uns von Euch ab.‘ Und nun hat es kaum vier Tage gedauert.
Wenn auch das Alte niedergerissen ist […], dürfen wir doch nicht glauben, daß unsere Aufgabe getan sei. Wir müssen alle Kräfte anspannen, um die Regierung der Arbeiter und Soldaten aufzubauen und eine neue staatliche Ordnung des Proletariats zu schaffen, eine Ordnung des Friedens, des Glücks und der Freiheit unserer deutschen Brüder und unserer Brüder in der ganzen Welt. Wir reichen ihnen die Hände und rufen sie zur Vollendung der Weltrevolution auf. Wer von euch die freie sozialistische Republik Deutschland und die Weltrevolution erfüllt sehen will, erhebe seine Hand zum Schwur‘ (alle Hände erheben sich und Rufe ertönen: Hoch die Republik!). Nachdem der Beifall verrauscht war, ruft ein neben Liebknecht stehender Soldat […]: ‚Hoch lebe ihr erster Präsident Liebknecht!‘ Liebknecht schloß: ‚Soweit sind wir noch nicht. Ob Präsident oder nicht, wir müssen alle zusammenstehen, um das Ideal der Republik zu verwirklichen. Hoch die Freiheit und das Glück und der Frieden!‘“

Noch ausführlicher als über Scheidemanns Rede berichteten die Berliner Zeitungen über die Proklamation Liebknechts. Dennoch entfaltete seine Aktion keine nachhaltige Wirkung, da der linke Flügel der Revolutionäre nicht über eine ausreichende Machtbasis verfügte und nach der Niederschlagung des sogenannten Spartakusaufstands im Januar 1919 weiter an Einfluss verlor. Erst die 1949 gegründete DDR bezog Liebknechts Proklamation in ihre Traditionsbildung ein. Das Portal IV des Berliner Schlosses wurde vor dessen Sprengung im Jahr 1950 geborgen und als „Liebknechtportal“ in den Neubau des Staatsratsgebäudes integriert.

## Nachwirkungen
Laut dem Historiker Lothar Machtan ließen bei den Massendemonstrationen, die die Innenstadt von Berlin am Mittag des 9. November 1918 füllten, mehr als ein Dutzend Redner die Republik hochleben, darunter auch der USPD-Abgeordnete Ewald Vogtherr, der unmittelbar nach Scheidemann vom Reichstag aus sprach. Dessen Proklamation sei also nur eine von vielen gewesen, und zudem ganz ohne staatsrechtliche Wirkung, da er nach der fluchtartigen Abreise des letzten kaiserlichen Reichskanzlers Max von Baden und vor der Bildung des Rates der Volksbeauftragten gar kein Mandat innegehabt habe, das ihn zu einer solchen Proklamation ermächtigt habe. Diese habe auch gar nicht in Scheidemanns Redeabsicht gelegen: Es sei ihm angesichts der vielen Hoch-Rufe auf die Republik, die ihm aus der Menge entgegenschallten, vielmehr darum gegangen, einen Ansehens- oder gar Machtverlust seiner Partei zu verhindern. Sein Ausruf sei lediglich „eine rhetorische Verneigung vor der normativen Kraft des Faktischen“ gewesen, denn dass Deutschland von nun an eine Republik war, sei durch die Ereignisse des Tages für alle selbstverständlich gewesen.
Der MSPD-Führung gelang es zunächst, die USPD zum Eintritt in eine gemeinsame Regierung, den Rat der Volksbeauftragten, zu bewegen. Diese Regierung brach jedoch schon am 29. Dezember 1918 infolge der Weihnachtskrise auseinander, und im Januar 1919 kam es zum sogenannten Spartakusaufstand, in dessen Verlauf die SPD-Führung rechtsgerichtete Freikorpstruppen gegen die linken Revolutionäre einsetzte. Am 19. Januar fanden die Wahlen zur Weimarer Nationalversammlung statt. Sie arbeitete die neue Verfassung aus, die am 11. August 1919 in Kraft trat. Artikel 1 beginnt mit dem Satz: „Das Deutsche Reich ist eine Republik.“ Trotz starker restaurativer Tendenzen und des schließlichen Scheiterns der Weimarer Republik gab es in Deutschland nie erfolgversprechende Bestrebungen zur Wiederherstellung der Monarchie.
Einer der beiden Protagonisten des 9. November, Karl Liebknecht, wurde am 15. Januar 1919 im Zuge des Spartakusaufstands zusammen mit Rosa Luxemburg von Angehörigen der Garde-Kavallerie-Schützen-Division ermordet. Auch Scheidemann wurde zum Feindbild deutschnationaler und völkischer Kreise. Bereits 1922 wurde ein Attentat auf ihn verübt. Nach Hitlers Machtergreifung floh er ins Exil nach Dänemark. Die Nationalsozialisten verfolgten jedoch auch seine Töchter. Lina, die Älteste der drei, und ihr Mann Ernst Katz begingen nach Misshandlungen durch die Nazis im Mai 1933 Selbstmord. Hedwig starb 1935. Scheidemann, dessen Name auf der ersten Ausbürgerungsliste des Deutschen Reichs vom 25. August 1933 stand, starb 1939 in Kopenhagen.